# Chú thuật hồi chiến (mùa 2)
Chú thuật hồi chiến là một bộ anime Nhật Bản dựa trên bộ truyện tranh cùng tên, được viết và minh họa bởi Akutami Gege. Bộ anime đầu tiên được công bố trên tạp chí Weekly Shōnen Jump số 52 xuất bản vào ngày 25 tháng 11 năm 2019. Câu chuyện trong mùa hai theo chân Gojo Satoru trong quá khứ khi còn là nam sinh cấp hai làm việc cùng với người bạn Geto Suguru ở Tổ chức Chú thuật sư để tiêu diệt các Chú linh. Nhiều năm sau, Gojo cùng với những học trò của cậu phải đối phó với một lượng lớn nguyền hồn đã tấn công khu Shibuya. Mùa 2 được chuyển thể từ chương 65 đến chương 136 trong hai phần mạch truyện trong manga là "Quá khứ của Gojo" và "Biến cố Shibuya".
Bộ anime được khởi chiếu vào ngày 6 tháng 7 năm 2023 với 24 tập liên tiếp. Vào ngày 30 tháng 6 năm 2023, bộ đã được Crunchyroll chính thức cấp phép để phát trực tuyến bên ngoài các quốc gia châu Á và bắt đầu phát trực tuyến dưới dạng lồng tiếng Anh vào ngày 20 tháng 7 năm 2023.
Vào ngày 12 tháng 2 năm 2022, mùa hai của bộ anime đã chính thức được công bố. Đội ngũ thiết kế và sản xuất bao gồm có Goshozono Shōta làm vị trí đạo diễn thay cho Sunghoo Park, Koiso Sayaka cùng Hiramatsu Tadashi thiết kế nhân vật và Terui Yoshimasa soạn nhạc cho mùa 2.
Ca khúc dạo đầu của bộ anime mang tên là "Ao no Sumika" (青のすみか) được biểu diễn bởi Kitani Tatsuya còn Sakiyama Soushi thì biểu diễn ca khúc kết thúc của bộ là "Akari" (燈).

## Tập phim
| TT. tổng thể | TT. trong mùa phim | Tiêu đề                                                             | Đạo diễn        | Kịch bản        | Ngày phát hành gốc  |
| --- | ------------------ | ------------------------------------------------------------------- | --------------- | --------------- | ------------------- |
| 25 | 1                  | "Hoài ngọc" Chuyển ngữ: "Kaigyoku" (tiếng Nhật: 懐玉)               | Goshozono Shōta | Goshozono Shōta | 6 tháng 7 năm 2023  |
| Trong khoảng thời gian vào năm 2006, hai chú thuật sư cấp 2 là Utahime và Mei Mei được giao cho một nhiệm vụ là điều tra một dinh thự bị bỏ hoang khiến nhiều người mất tích. Khi cả hai kiểm tra bên trong hai tầng của ngôi nhà, họ nhận ra mình đang bị mắc kẹt trong một hành lang vô tận do sự ảnh hưởng của Thuật Kết Giới từ linh hồn của chú linh. Mei Mei coi như là một bài kiểm tra cho Utahime, Utahime dần hiểu ra kết cấu của chú thuật và lên kế hoạch trốn thoát. Sau đó, ngôi nhà bị sụp đổ hoàn toàn đồng thời cả ba sinh viên năm hai khác là Gojo Satoru, Geto Suguru và Ieiri Shoko cũng đến nơi kịp lúc để hỗ trợ cho họ. Dù Geto và Shoko đã nhanh chóng gỡ bỏ lời nguyền, nhưng vì Gojo đã sơ ý không giăng màn, cả ba đều bị Hiệu trưởng Yaga khiển trách. Gojo và Geto sau đó đã cùng chơi bóng rổ nhưng do bị Geto ra lời khuyên về bản chất của chú thuật sư đã khiến cho Gojo khó chịu, hiệu trưởng lúc đó cũng kịp lúc đến giao nhiệm vụ cho họ. Cả hai được giao một công việc từ chỉ thị của ngài Tengen. Cứ sau 500 năm, để chống lại thuật thức "Bất tử" khiến ngài tiến hóa vượt xa khỏi con người, Tengen sẽ lại đồng hóa với người tương thích có chứa "Tinh Tương Thể". Lần này, cả hai được giao nhiệm vụ nhằm để bảo vệ kim khí cho một cô gái tên Amanai Riko, người đang bị nhắm đến bởi hai phe là tập đoàn chú nguyền sư "Q" và nhóm tôn giáo "Hội vật chứa Thời gian" Bàn Kim Giáo. Trên đường đến nhà Riko, cả hai đều bị tấn công bởi những thành viên thuộc tập đoàn "Q", Gojo bị kiểm soát ở dưới tòa chung cư còn Geto đa nhanh chóng tiến vào căn phòng đã gây ra vụ nổ và đã cứu được Riko khi đang rơi xuống đất. Trong khi đó, do không còn sức để chiến đấu, Hội vật chứa Thời gian đã thuê người để ám sát Riko và đối tượng được thuê là Toji Zenin, hiện theo họ vợ là Fushiguro. |                    |                                                                     |                 |                 |                     |
| 26 | 2                  | "Hoài ngọc 2" Chuyển ngữ: "Kaigyoku -Ni-" (tiếng Nhật: 懐玉－弐－)  | Takada Yōsuke   | Takada Yōsuke   | 13 tháng 7 năm 2023 |
| Mặc dù bị tấn công, nhưng Gojo và Geto đã nhanh chóng loại bỏ những kẻ tấn công một cách dễ dàng khiến tập đoàn "Q" sụp đổ ngay lập tức. Toji thì đang phải cá cược do vấn đề thất nghiệp thì Kong đến để hỏi về tình trạng công việc nhưng Toji lại khẳng định là không thể đối đầu trực diện với Satoru. Tại tòa chung cư, khi cả hai đang thảo luận xem có nên đưa Riko đi khám không thì cô chợt tỉnh dậy và đánh Satoru vì cô tưởng cả hai là những kẻ tấn công, Misato bước vào phòng và giải thích cho Riko về cả hai người kia cùng phe. Riko chợt nhận ra mình chưa đến trường và cô yêu cầu mọi người đưa cô đến đó bất chấp việc phải đưa cô đến trường cao đẳng chú thuật nhưng do lời giải thích của hiệu trưởng và cũng do Riko không có gia đình và hài lòng với số phận của mình đã khiến họ phải tuân theo. Trong khi đó, Toji thì đang ăn tại một nhà hàng thì Kong gọi điện cho anh và cảnh báo sẽ không có tiền thưởng nếu để ai đó hạ gục cô gái nhưng Toji lại tự tin về khả năng của Gojo và cúp máy sau khi yêu cầu đòi lại tiền. Tại ngôi trường của Riko, cả ba người đã tự mình làm theo vai trò để giải cứu Riko khi nghe tin có hai tàn dư của tập đoàn "Q" tại ngôi trường. Geto thì gặp một người lớn tuổi có sử dụng thuật thức. Ông ta triệu hồi những chú linh và lập kế hoạch sau khi nghĩ Geto sợ khoản cận chiến nhưng Geto lại bất ngờ triệu hồi một chú linh và nuốt chửng đối thủ ngay lập tức nhưng sau đó lại đột nhiên xuất hiện từ cửa sổ phía sau Geto. Ngay khi ông chiếm được lợi thế thì cuộc sống của ông vụt lên trước mắt khiến cho Geto hạ gục ông ta bằng đèn kéo quân một cách nhanh chóng. Trong khi đó, Satoru tình cờ đến lớp học nhạc của Riko và thu hút sự chú ý của tất cả mọi người, Gojo rời đi cùng Riko ngay sau đó. Một chú nguyền sư đeo mặt nạ túi phát hiện ra Satoru đang cầm Riko đi nhưng lại phải đối mặt với Misato và áp đảo hắn với một cú đòn hạ gục. Geto cũng đến để hạ gục hắn nhưng lại để hắn chạy thoát và gọi cho Satoru để cảnh báo thông tin về khoản tiền thưởng cho đầu của Riko được đăng trên web ngầm. Gojo và Riko sau đó đã bị bao vây bởi bốn bản sao của chú nguyền sư đã bị Misato hạ gục. Satoru nhanh chóng hạ gục những bản sao bằng thuật thức Vô Hạ Hạn và Vô Hạn và hé lộ về những kỹ năng từ đôi mắt của anh. Ngay sau đó, Riko nhận được tin nhắn và bị sốc khi biết Misato đã bị bắt cóc. |                    |                                                                     |                 |                 |                     |
| 27 | 3                  | "Hoài ngọc 3" Chuyển ngữ: "Kaigyoku -San-" (tiếng Nhật: 壊玉－参－) | TBA             | TBA             | 13 tháng 7 năm 2023 |

## Băng đĩa tại gia

### Tiếng Nhật
| Tên băng đĩa    | Tên băng đĩa           | Số tập truyện | Số tập phim          | Ngày phát hành       | Nguồn  |
| --------------- | ---------------------- | ------------- | -------------------- | -------------------- | ------ |
|                 | Hoài ngọc / Ngọc chiết | Tập 1         | 25 – 27              | 22 tháng 11 năm 2023 | [ 12 ] |
| Tập 2           | Hoài ngọc / Ngọc chiết | 28 – 29       | 22 tháng 11 năm 2023 | [ 13 ]               |        |
| Biến cố Shibuya | Tập 1                  | 30 – 32       | 20 tháng 12 năm 2023 | [ 14 ]               |        |
| Biến cố Shibuya | Tập 2                  | 33 – 35       | 24 tháng 1 năm 2024  | [ 15 ]               |        |
| Biến cố Shibuya | Tập 3                  | 36 – 38       | 24 tháng 2 năm 2024  | [ 16 ]               |        |
| Biến cố Shibuya | Tập 4                  | 39 – 41       | 20 tháng 3 năm 2024  | [ 17 ]               |        |
| Biến cố Shibuya | Tập 5                  | 42 – 44       | 17 tháng 4 năm 2024  | [ 18 ]               |        |
| Biến cố Shibuya | Tập 6                  | 45 – 47       | 22 tháng 5 năm 2024  | [ 19 ]               |        |